# Grigore Moisil

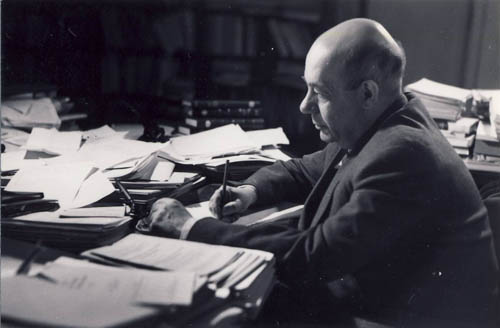
Grigore Moisil

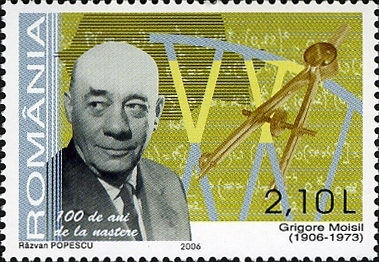
Rumänische Briefmarke anlässlich des 100. Geburtstages von Grigore Moisil (2006)

Grigore Constantin Moisil (* 10. Januar 1906 in Tulcea; † 21. Mai 1973 in Ottawa, Kanada) war ein rumänischer Mathematiker und Informatiker.

## Leben
Moisils Vater Constantin Moisil (1867–1958) war Professor für Geschichte und Numismatiker, Mitglied der Rumänischen Akademie der Wissenschaften, und seine Mutter war Lehrerin und später Schuldirektorin.
Moisil wurde 1929 bei Dimitrie Pompeiu (und Gheorghe Țițeica) an der Universität Bukarest in Mathematik promoviert (La mecanique analytique des systemes continus). Ursprünglich hatte er auch ein Ingenieursstudium am Polytechnikum begonnen, beendete das aber nicht nach seinem Wechsel zur Mathematik. 1930/31 setzte er sein Studium in Paris unter anderem bei Élie Cartan und Jacques Hadamard fort. Danach war er Professor an der Universität in Iași. 1931/32 war er mit einem Rockefeller-Stipendium in Rom bei Vito Volterra. Nachdem er sich zunächst mit Analysis befasst hatte, wandte er sich nach dem Studium des berühmten Algebra Lehrbuchs von Bartel Leendert van der Waerden auch der Algebra zu (er gab die ersten Kurse über moderne Algebra in Rumänien) und beeinflusst durch Arbeiten von Jan Łukasiewicz der mathematischen Logik. In einer Arbeit von 1940 führte er die später nach Moisil und Lukasiewicz benannte Algebren (L-M-Algebren) in die mehrwertige Logik ein. 1941 wurde er Professor an der Universität Bukarest.
1950 wandte er sich der logischen Theorie von Schaltkreisen zu, worüber er 1959 ein Buch (in Rumänisch) veröffentlichte. Er war auch wesentlich an der Installation der ersten Computer in Rumänien 1957 am Institut für Atomphysik beteiligt und begann in dieser Zeit Informatikkurse zu geben.
1948 wurde er Mitglied der Rumänischen Akademie der Wissenschaften, und er war Mitglied der Akademie der Wissenschaften in Bologna. 1996 erhielt er den Computer Pioneer Preis der IEEE.
Zu seinen Doktoranden gehört Peter Hammer.

## Schriften
- Théorie structurelle des automates finis, Gauthier-Villars, Paris, 1967
- The algebraic theory of switching circuits, Pergamon Press, Oxford 1969